# Diamant maculat
El diamant maculat (Stagonopleura guttata) és un ocell de la família dels estríldids (Estrildidae).

## Hàbitat i distribució
Habita sabanes i mallee, normalment a prop de l'aigua a l'est i sud-est d'Austràlia des del nord-est de Queensland cap al sud fins al centre de Nova Gal·les del Sud, centre de Austràlia fins a la costa i sud-est d'Austràlia Meridional, incloent l'illa dels Cangurs.